# HK A-kasse
HK's A-Kasse er en faglig arbejdsløshedskasse for folk, der arbejder indenfor fx handel, kontor, kommunikation, IT, logistik, laborantfaget, ekspedition og butik.
HK har drevet statsanerkendt a-kasse siden 1915, hvilket gør HK's A-kasse til en af Danmarks ældste[kilde mangler]. I 2007 blev a-kassen selvstændig uden politisk eller økonomisk tilknytning til HK Forbundet.
A-kassen har 180 medarbejdere og omtrent 220.000 medlemmer. I 2013 havde HK's A-kasse 612.000 årlige sagsbehandlinger og 340.000 telefonsamtaler.
Ved hjælp af "Mit HK", bruger omtrent 85.000 medlemmer månedligt et online jobsøgnings og karriereudviklingssystem, som også gør det muligt for jobvejledere at matche ledige jobs med ledige medlemmer.
HK's A-kasse har vejledere i HK's syv afdelinger og et centralt kontor i København.